# Nissan Sunny
Nissan Sunny je automobil nižší střední třídy s motorem vpředu a pohonem předních kol. Vůz vyráběla japonská automobilka Nissan mezi roky 1966 až 2006. První čtyři generace vozu tohoto typu byly nositeli označení Datsun Sunny. Nejstarší generace se v USA a Kanadě prodávaly pod typový označením Datsun 210. Od roku 1982 pod názvem Nissan Sentra. Kromě jiného byl vyráběn i v Mexiku a z počátku se zde prodával jako Nissan Tsuru. Do Evropy se tento vůz dostával výjimečně a pouze v některých generacích. Pod typovým označením Sunny se zde prodával především Pulsar.